# You Know-UNONU-
『You Know-UNONU-』（ユー・ノウ）は、2014年5月16日に主婦と生活社から発行された宇野実彩子の3冊目の随筆・写真集である。

## 概要
- 書名は『UNONU』、読み方と意味は副表題「You Know」。「宇野ぬ（ひとつじゃない）」の意味も含まれる[※ 1]。前作「UNO-BON」から約2年ぶりの発売となる[1]。

- 宇野実彩子の生まれ育った東京都での繁華街・自宅など異なった場所を舞台、リア充の日常生活で一人の女性の「二面性」や「多面性」を題材とした全性別対象の作品[1][2][3][4][5]。

- 化粧・ファッション、楽・辛・嬉・悲な気持ちの裏表を含む新しい写真と、『JUNON』に連載して「JUNONのUNOはうのですかっ!?」の総集編がパッキングされる[1][2][3][5]。

- 発行翌日（2014年5月17日）より、日本ガイシホールから開始するAAAのツアーの会場で販売版に直筆サイン入り特典ポストカードは付ける[6]。

## エピソード
- 写真集で下着姿の撮影について、嫌われずに抵抗も全然なし、かつ、健康的な爽やかナチュラルな自分が見せられる想うと語る[5]。

## 握手会イベント
- 2015年5月24日、東京都福家書店新宿サブナード店[1]。
- 2015年5月24日、大阪府ジュンク堂書店千日前店[1]。
- 2015年5月25日、福岡パルコ8F特設会場[7]。

## 動画投稿
- AAA宇野実彩子　You Know-UNONU-Part.1[8]
- AAA宇野実彩子　You Know-UNONU-Part.2[9]
- AAA宇野実彩子　You Know-UNONU-Part.3[10]